# مقاطعة ترافيز (تكساس)
مقاطعة ترافيز (بالإنجليزية: Travis  County)‏ هي إحدى المقاطعات في ولاية تكساس، الولايات المتحدة الأمريكية وتقع فيها اوستن عاصمة تكساس، يبلغ عدد سكان المقاطعة 1,024,266 نسمة طبقا لإحصاء عام 2010 .

موقع المقاطعة في ولاية تكساس

## أعلام
- بيل بيكيت
- بليك غوتسمان